# Moldtelecom (мобильный оператор)

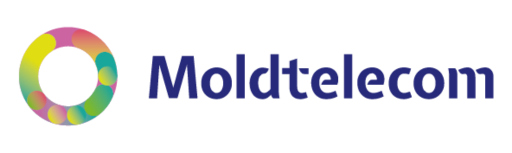
Логотип Moldtelecom

Moldtelecom — (бывш. Unité) торговая марка, телекоммуникационной компании Moldtelecom для предоставления услуг мобильной связи и мобильного интернета в Молдове. Оператор имеет сети 3 поколений в стандартах CDMA2000, UMTS и LTE. Начиная с 1 апреля 2021 года услуги мобильной связи начали предоставляться под единым брендом Moldtelecom.

## Общие сведения
Стандарты связи:
1. CDMA на частоте 450 МГц;
2. UMTS на частотах 900 и 2100 МГц[1];
3. LTE на частотах 1800 МГц[2].

Номерная ёмкость:
До введения услуги переносимости мобильных телефонных номеров 1 июля 2013 года, телефонные номера абонентов оператора Unité в международном формате имели вид +37367xxxxxx, где x — любая цифра. После введения услуги переносимости мобильных номеров номера могут иметь вид +3736xxxxxxx, где 373 — телефонный код Молдовы, x — может быть любой цифрой.

## История
В июне 2006 года АО Moldtelecom получил лицензию на предоставление услуг мобильной связи путём непосредственной передачи за цену в 8 млн долларов США. Оператор Unité начал предоставлять услуги 1 марта 2007 года в стандарте CDMA, в стандарте UMTS 1 апреля 2010, а в стандарте LTE 22 октября 2015.
В результате ребрендинга 1 апреля 2021 года, бренд Unité стал частью единого бренда Moldtelecom.

## Статистические данные
- количество абонентов — 343,3 тыс. на 3 квартал 2016 года[5]
- покрытие — 94,2 % территории, 96,7 % населения Молдовы на 1 января 2016 года[6]

## Тарифные планы

### Moldtelecom
Группа тарифных планов для физических лиц с заключением контракта между оператором и абонентом.
- Start
- Star
- Liberty
- Liberty Plus

### Карточка Moldtelecom
Тарифный план без абонентской платы и без заключения контракта.
- Fun
- Fun UE (роуминг в ЕС)

### Unité
Группа тарифных планов для физических лиц с заключением контракта между оператором и абонентом.
- Unite Fly
- Unite 4G

### Unité Internet
Группа тарифных планов направленных, в основном, на использование услуги Интернета для физических лиц с заключением контракта между оператором и абонентом.
- Fly Internet Oriunde

### Карточка Unité
Тарифный план без абонентской платы и без заключения контракта.
- PrePay - Super Tarif National
- PrePay - Internet Prepay

## Услуги сети
Голосовая почта — позволяет оставлять голосовые сообщения людям звонящим в момент, когда телефон занят или выключен, оповещая их тем самым о том, что ты не можешь ответить на звонок или находишься вне зоны покрытия.
номер доступа 333 с мобильного телефона, пароль 9999
SMS — услуга коротких сообщений.
Конференц-связь (Conference Call) — позволяет одновременно осуществить соединение с несколькими абонентами одновременно.
Ожидание вызова (Call Waiting) — возможность ответить на входящий звонок одного абонента во время разговора с другим абонентом (переключив первого в режим ожидания).
Активация услуги *43 кнопка вызова
Переадресация вызова (Call Forwarding) — услуга переадресация вызова позволяет перенаправить входящие звонки на любой другой номер телефона.
Запрет исходящей связи (Call Barring) — запрет исходящей связи позволяет блокировать исходящие звонки, посредством установки пароля.
Определитель номера (CLIP — Call Line Identification Present) — возможность определения номера входящего звонка.
Антиопределитель номера (CLIR)
Активация услуги *310 + номер телефона

## Конкуренты
- Orange — предоставляет услуги мобильной связи в стандарте GSM\UMTS
- Moldcell — предоставляет услуги мобильной связи в стандарте GSM\UMTS
- Eventis — предоставлял услуги мобильной связи в стандарте GSM с 21 декабря 2007 до января 2010.

## Интересные факты
- Название оператора правильно произносится как УНИТЭ́ с ударением на последний слог. Из-за возможного неправильного произношения и было принято решение поставить ударение над буквой «e».
- Лозунг оператора «uneşte» переводится как «объединяет».